# Prithvi de Nepal
Prithvi Bir Bikram Shah (Basantapur, 18 de agosto de 1875 - Katmandú, 11 de diciembre de 1911), fue Rey de Nepal desde 1881 hasta su muerte. Entre los hechos más destacados de su reinado, se cuenta la introducción de vehículos al Reino, al igual que el establecimiento de las bases de un sistema de limpieza y distribución de agua en buena parte del país. Durante su reinado, el control de la familia Rana se encontraba en su apogeo, siendo el monarca nada más que un títere de los intereses de ellos. No sería si no hasta la asunción de Tribhuvan que los Shah se librarían a ellos y al país de su gobierno.

## Distinciones honoríficas
- Soberano Gran Maestre (y fundador) de la Orden de la Mano Derecha de Gorkha (Reino de Nepal, 1896).[3]